# عبد الله قطبشاه
السُّلْطَانُ عَبْدُ اللهِ قُطبشَاه بْنُ سُلطَان مُحَمَّد قُطبشَاه القَرَاقُويُونلَوِيّ (بالفارسيَّة: سُلطان عبدالله قُطب‌شاه بن سُلطان‌مُحمد قُطب‌شاه قراقُویُونلوی، وبالأرديَّة: السُلطان عبدالله قُطب شاه بن سُلطان مُحمد قُطب شاه القراقُویُونلوی، وبالتيلوغويَّة: అబ్దుల్లా కుతుబ్ షా) (ق. 1022هـ - 1082هـ المُوافق فيه 1614م - 21 نيسان (أبريل) 1672م) المعروف اختصارًا بِـ«عبد الله قطبشاه» هو سابع سلاطين گُلكُندة وأطولهم حُكمًا من السُلالة القُطبشاهيَّة التي حكمت في الهند لِما يُقارب قرنين مِن الزَّمن. وقد حكم بلاد آبائه من سنة 1035هـ المُوافقة لِسنة 1626م حتى سنة 1082هـ المُوافق لسنة 1672م. شهد عهده العديد من الأخطار التي أحدقت بالبلاد وعمل جاهدًا على صدِّها وإبقاء العرش ثابتًا، قاد هجماتٍ وحملاتٍ عسكريَّة حتَّى قُدِّر له فتح «ڤيلور» وإنهاء إمبراطوريَّة ڤيجاينگرة. وفي عهده بلغت العمارة القطبشاهيَّة أسمى درجات الفخامة والكمال وكان السُّلطان عبد الله ملكًا عادلًا يتحرَّى الإحسان والعدل في الرعيَّة.